# Robin Moffitt
Robin Ian Moffitt (ur. 15 marca 1946) – australijski judoka. Olimpijczyk z Monachium 1972, gdzie zajął dziewiętnaste miejsce w wadze lekkiej.
Uczestnik mistrzostw świata w 1969, 1971 i 1973. Zdobył trzy medale mistrzostw Oceanii w latach 1970 - 1975. Mistrz Australii w 1970, 1972 i 1973 roku.

## Letnie Igrzyska Olimpijskie 1972
| Konkurencja | Eliminacje           | Klas. końcowa |
| Konkurencja | Przeciwnik I         | Miejsce       |
| ----------- | -------------------- | ------------- |
| 63 kg       | Marian Tałaj (POL) P | 19.           |